# Mana Iwabuchi
Mana Iwabuchi (岩渕 真奈?, Iwabuchi Mana; Tokyo, 18 marzo 1993) è un'ex calciatrice giapponese, di ruolo attaccante. Con la nazionale giapponese, si è laureata campionessa del mondo nel 2011 e campionessa d'Asia nel 2018, oltre ad aver vinto la medaglia d'argento ai Giochi Olimpici del 2012.
È sorella minore di Ryota, anch'egli calciatore di ruolo centrocampista e attaccante.

## Carriera

### Club
Mana Iwabuchi si appassiona al calcio fin dalla giovane età, iniziando a giocare nel Sekimae S.C dal secondo anno della scuola primaria esortata dal fratello Ryota, che in quel periodo giocava nelle formazioni giovanili del Tokyo e che in seguito vestirà la maglia della squadra di calcio dell'Università Meiji.
A 12 anni, nel 2005 gioca nelle giovanili dell'NTV Menina per vestire due anni più tardi la maglia del Nippon TV Beleza. Con la società gioca in Nadeshiko League Division 1 conquistando tre titoli nazionali nel 2007, 2008 e 2010.
Il 28 novembre 2012 Iwabuchi annuncia che inizierà un'esperienza sportiva all'estero trasferendosi in Germania per giocare nell'Hoffenheim neopromossa in Frauen-Bundesliga. Con le biancazzurre rimane una sola stagione contribuendo alla conquista della nona posizione che vale la salvezza.
Nell'estate 2014 trova un accordo con il Bayern Monaco che alla sua seconda stagione nel campionato tedesco femminile di calcio gli permette di conquistare il suo primo titolo nazionale per squadre di club in carriera al di fuori del Giappone.
Il 1º settembre 2023, Iwabuchi annuncia ufficialmente il proprio ritiro dal calcio giocato, all'età di 30 anni.

### Nazionale
A 15 anni Iwabuchi viene selezionata per rappresentare il suo paese nella Nazionale giapponese Under-17, venendo inserita nella rosa che partecipa all'edizione 2008 in Nuova Zelanda del Mondiale di categoria. La squadra riesce a raggiungere i quarti di finale, ma nonostante l'eliminazione Iwabuchi viene premiata come Most Valuable Player del torneo (Adidas Golden Ball). In quell'occasione il tecnico della Nazionale francese Under-17 la elogiò come "futura stella del calcio femminile". Sempre nel 2008 Iwabuchi venne inoltre insignita del titolo di giovane calciatore asiatico dell'anno concessole dall'Asian Football Confederation.
In seguito viene selezionata per vestire la maglia della Nazionale maggiore, inserita in rosa per l'edizione 2010 della Coppa dell'Asia orientale femminile, facendo il suo debutto il 6 febbraio 2010 al Tokyo Stadium nella partita vinta per 2-0 sulla Cina, e segnando il suo primo gol in nazionale nella partita successiva, alla formazione della Nazionale di Taipei Cinese, al 36' per il parziale 1-0, seguito da quello al 59' e dal terzo siglato da Megumi Takase all'85' per il definitivo 3-0. Il torneo si conclude con la vittoria del Giappone e Iwabuchi conquista il suo primo titolo con la nazionale.

## Statistiche

### Presenze (parziali) e reti nei club
Aggiornate al 31 ottobre 2022.
| Stagione             | Squadra              | Campionato           | Campionato | Campionato | Coppe nazionali | Coppe nazionali | Coppe nazionali | Coppe continentali | Coppe continentali | Coppe continentali | Altre coppe | Altre coppe | Altre coppe | Totale | Totale |
| Stagione             | Squadra              | Comp                 | Pres       | Reti       | Comp            | Pres            | Reti            | Comp               | Pres               | Reti               | Comp        | Pres        | Reti        | Pres   | Reti   |
| -------------------- | -------------------- | -------------------- | ---------- | ---------- | --------------- | --------------- | --------------- | ------------------ | ------------------ | ------------------ | ----------- | ----------- | ----------- | ------ | ------ |
| Mar. 2013            | Hoffenheim           | 2. BL                | 9          | 4          | CG              | -               | -               | -                  | -                  | -                  |             | -           | -           | 9      | 4      |
| 2013-2014            | Hoffenheim           | BL                   | 21         | 6          | CG              | 1               | 0               | -                  | -                  | -                  |             | -           | -           | 22     | 6      |
| Totale Hoffenheim    | Totale Hoffenheim    | Totale Hoffenheim    | 30         | 10         |                 | 1               | 0               |                    | -                  | -                  |             | -           | -           | 31     | 10     |
| 2014-2015            | Bayern Monaco        | BL                   | 13         | 3          | CG              | 1               | 0               | -                  | -                  | -                  |             | -           | -           | 14     | 3      |
| 2015-2016            | Bayern Monaco        | BL                   | 8          | 2          | CG              | 1               | 0               | UWCL               | -                  | -                  |             | -           | -           | 9      | 2      |
| 2016-2017            | Bayern Monaco        | BL                   | 3          | 0          | CG              | -               | -               | UWCL               | -                  | -                  |             | -           | -           | 29     | 2      |
| Totale Bayern Monaco | Totale Bayern Monaco | Totale Bayern Monaco | 24         | 5          |                 | 2               | 0               |                    | -                  | -                  |             | -           | -           | 26     | 5      |
| Genn. 2021           | Aston Villa          | WSL                  | 13         | 2          | WC              | 0               | 0               |                    | -                  | -                  | WLC         | 1           | 0           | 14     | 2      |
| 2021-2022            | Arsenal              | WSL                  | 11         | 1          | WC              | 1               | 0               | UWCL               | 8                  | 3                  | WLC         | -           | -           | 20     | 4      |
| 2022-2023            | Arsenal              | WSL                  | 0          | 0          | WC              | 1               | 0               | UWCL               | 1                  | 0                  | WLC         | -           | -           | 2      | 0      |
| Totale Arsenal       | Totale Arsenal       | Totale Arsenal       | 11         | 1          |                 | 2               | 0               |                    | 9                  | 3                  |             | -           | -           | 22     | 4      |
| Totale carriera      | Totale carriera      | Totale carriera      | 78         | 18         |                 | 5               | 0               |                    | 9                  | 3                  |             | 1           | 0           | 93     | 21     |

### Cronologia presenze e reti in nazionale
| Cronologia completa delle presenze e delle reti in nazionale ― Giappone | Cronologia completa delle presenze e delle reti in nazionale ― Giappone | Cronologia completa delle presenze e delle reti in nazionale ― Giappone | Cronologia completa delle presenze e delle reti in nazionale ― Giappone | Cronologia completa delle presenze e delle reti in nazionale ― Giappone | Cronologia completa delle presenze e delle reti in nazionale ― Giappone | Cronologia completa delle presenze e delle reti in nazionale ― Giappone | Cronologia completa delle presenze e delle reti in nazionale ― Giappone |
| Data                                                                    | Città                                                                   | In casa                                                                 | Risultato                                                               | Ospiti                                                                  | Competizione                                                            | Reti                                                                    | Note                                                                    |
| ----------------------------------------------------------------------- | ----------------------------------------------------------------------- | ----------------------------------------------------------------------- | ----------------------------------------------------------------------- | ----------------------------------------------------------------------- | ----------------------------------------------------------------------- | ----------------------------------------------------------------------- | ----------------------------------------------------------------------- |
| 6-2-2010                                                                | Tokyo                                                                   | Giappone                                                                | 2 – 0                                                                   | Cina                                                                    | Coppa dell'Asia orientale - 1º turno                                    | -                                                                       |                                                                         |
| 11-2-2010                                                               | Tokyo                                                                   | Giappone                                                                | 3 – 0                                                                   | Taipei cinese                                                           | Coppa dell'Asia orientale - 1º turno                                    | 2                                                                       |                                                                         |
| 13-2-2010                                                               | Tokyo                                                                   | Giappone                                                                | 2 – 1                                                                   | Corea del Sud                                                           | Coppa dell'Asia orientale - 1º turno                                    | -                                                                       |                                                                         |
| 14-5-2011                                                               | Columbus                                                                | Stati Uniti                                                             | 2 – 0                                                                   | Giappone                                                                | Amichevole                                                              | -                                                                       |                                                                         |
| 18-5-2011                                                               | Cary                                                                    | Stati Uniti                                                             | 2 – 0                                                                   | Giappone                                                                | Amichevole                                                              | -                                                                       |                                                                         |
| 18-6-2011                                                               | Matsuyama                                                               | Giappone                                                                | 1 – 1                                                                   | Corea del Sud                                                           | Amichevole                                                              | -                                                                       |                                                                         |
| 27-6-2011                                                               | Bochum                                                                  | Giappone                                                                | 2 – 1                                                                   | Nuova Zelanda                                                           | Mondiali 2011 - 1º turno                                                | -                                                                       |                                                                         |
| 1-7-2011                                                                | Leverkusen                                                              | Giappone                                                                | 4 – 0                                                                   | Messico                                                                 | Mondiali 2011 - 1º turno                                                | -                                                                       |                                                                         |
| 5-7-2011                                                                | Augusta                                                                 | Giappone                                                                | 0 – 2                                                                   | Inghilterra                                                             | Mondiali 2011 - 1º turno                                                | -                                                                       |                                                                         |
| 9-7-2011                                                                | Wolfsburg                                                               | Germania                                                                | 0 – 1                                                                   | Giappone                                                                | Mondiali 2011 - Ottavi di finale                                        | -                                                                       |                                                                         |
| 17-7-2011                                                               | Francoforte sul Meno                                                    | Giappone                                                                | 2 – 2 dts (3 - 1 dtr)                                                   | Stati Uniti                                                             | Mondiali 2011 - Quarti di finale                                        | -                                                                       |                                                                         |
| 19-7-2012                                                               | Parigi                                                                  | Francia                                                                 | 2 – 0                                                                   | Giappone                                                                | Amichevole                                                              | -                                                                       |                                                                         |
| 28-7-2012                                                               | Coventry                                                                | Giappone                                                                | 0 – 0                                                                   | Svezia                                                                  | Olimpiadi 2012 - 1º turno                                               | -                                                                       |                                                                         |
| 31-7-2012                                                               | Cardiff                                                                 | Giappone                                                                | 0 – 0                                                                   | Sudafrica                                                               | Olimpiadi 2012 - 1º turno                                               | -                                                                       |                                                                         |
| 9-8-2012                                                                | Londra                                                                  | Giappone                                                                | 1 – 2                                                                   | Stati Uniti                                                             | Olimpiadi 2012 - Finale                                                 | -                                                                       |                                                                         |
| 26-6-2013                                                               | Staffordshire                                                           | Inghilterra                                                             | 1 – 1                                                                   | Giappone                                                                | Amichevole                                                              | -                                                                       |                                                                         |
| 29-6-2013                                                               | Monaco di Baviera                                                       | Germania                                                                | 4 – 2                                                                   | Giappone                                                                | Amichevole                                                              | -                                                                       |                                                                         |
| 20-7-2013                                                               | Seul                                                                    | Giappone                                                                | 2 – 0                                                                   | Cina                                                                    | Coppa dell'Asia orientale                                               | -                                                                       |                                                                         |
| 25-7-2013                                                               | Hwaseong                                                                | Giappone                                                                | 0 – 0                                                                   | Corea del Nord                                                          | Coppa dell'Asia orientale                                               | -                                                                       |                                                                         |
| 27-7-2013                                                               | Seul                                                                    | Corea del Sud                                                           | 2 – 1                                                                   | Giappone                                                                | Coppa dell'Asia orientale                                               | -                                                                       |                                                                         |
| 5-3-2014                                                                | Algarve                                                                 | Giappone                                                                | 1 – 1                                                                   | Stati Uniti                                                             | Algarve Cup 2014                                                        | -                                                                       |                                                                         |
| 7-3-2014                                                                | Algarve                                                                 | Giappone                                                                | 1 – 0                                                                   | Danimarca                                                               | Algarve Cup 2014                                                        | 2                                                                       |                                                                         |
| 10-3-2014                                                               | Algarve                                                                 | Giappone                                                                | 2 – 1                                                                   | Svezia                                                                  | Algarve Cup 2014                                                        | -                                                                       |                                                                         |
| 12-3-2014                                                               | Algarve                                                                 | Giappone                                                                | 0 – 3                                                                   | Germania                                                                | Algarve Cup 2014                                                        | -                                                                       |                                                                         |
| 28-10-2014                                                              | Vancouver                                                               | Canada                                                                  | 2 – 3                                                                   | Giappone                                                                | Amichevole                                                              | -                                                                       |                                                                         |
| 16-6-2015                                                               | Winnipeg                                                                | Giappone                                                                | 1 – 0                                                                   | Ecuador                                                                 | Mondiali 2015                                                           | -                                                                       |                                                                         |
| 23-6-2015                                                               | Vancouver                                                               | Giappone                                                                | 2 – 1                                                                   | Paesi Bassi                                                             | Mondiali 2015                                                           | -                                                                       |                                                                         |
| 27-6-2015                                                               | Edmonton                                                                | Giappone                                                                | 1 – 0                                                                   | Australia                                                               | Mondiali 2015                                                           | 1                                                                       |                                                                         |
| 1-7-2015                                                                | Edmonton                                                                | Giappone                                                                | 2 – 1                                                                   | Inghilterra                                                             | Mondiali 2015                                                           | -                                                                       |                                                                         |
| 5-7-2015                                                                | Vancouver                                                               | Giappone                                                                | 2 – 5                                                                   | Stati Uniti                                                             | Mondiali 2015                                                           | -                                                                       |                                                                         |
| 29-2-2016                                                               | Osaka                                                                   | Giappone                                                                | 1 – 3                                                                   | Australia                                                               | Qual. Olimpiadi                                                         | -                                                                       |                                                                         |
| 2-3-2016                                                                | Osaka                                                                   | Giappone                                                                | 1 – 1                                                                   | Corea del Sud                                                           | Qual. Olimpiadi                                                         | 1                                                                       |                                                                         |
| 4-3-2016                                                                | Osaka                                                                   | Giappone                                                                | 1 – 2                                                                   | Cina                                                                    | Qual. Olimpiadi                                                         | -                                                                       |                                                                         |
| 7-3-2016                                                                | Osaka                                                                   | Giappone                                                                | 6 – 1                                                                   | Vietnam                                                                 | Qual. Olimpiadi                                                         | 1                                                                       |                                                                         |
| 9-3-2016                                                                | Osaka                                                                   | Giappone                                                                | 1 – 0                                                                   | Corea del Nord                                                          | Qual. Olimpiadi                                                         | 1                                                                       |                                                                         |
| 2-6-2016                                                                | Commerce City                                                           | Stati Uniti                                                             | 3 – 3                                                                   | Giappone                                                                | Amichevole                                                              | 1                                                                       |                                                                         |
| 5-6-2016                                                                | Cleveland                                                               | Stati Uniti                                                             | 2 – 0                                                                   | Giappone                                                                | Amichevole                                                              | -                                                                       |                                                                         |
| 3-3-2017                                                                | Algarve                                                                 | Giappone                                                                | 2 – 0                                                                   | Islanda                                                                 | Algarve Cup 2017                                                        | -                                                                       |                                                                         |
| 22-10-2017                                                              | Nagano                                                                  | Giappone                                                                | 2 – 0                                                                   | Svizzera                                                                | Amichevole                                                              | -                                                                       |                                                                         |
| 24-11-2017                                                              | Amman                                                                   | Giordania                                                               | 0 – 2                                                                   | Giappone                                                                | Amichevole                                                              | 2                                                                       |                                                                         |
| 8-12-2017                                                               | Chiba                                                                   | Giappone                                                                | 3 – 2                                                                   | Corea del Sud                                                           | Coppa dell'Asia orientale                                               | 1                                                                       |                                                                         |
| 11-12-2017                                                              | Chiba                                                                   | Giappone                                                                | 1 – 0                                                                   | Cina                                                                    | Coppa dell'Asia orientale                                               | -                                                                       |                                                                         |
| 15-12-2017                                                              | Chiba                                                                   | Giappone                                                                | 0 – 2                                                                   | Corea del Nord                                                          | Coppa dell'Asia orientale                                               | -                                                                       |                                                                         |
| 28-2-2018                                                               | Algarve                                                                 | Giappone                                                                | 2 – 6                                                                   | Paesi Bassi                                                             | Algarve Cup 2018                                                        | 1                                                                       |                                                                         |
| 2-3-2018                                                                | Algarve                                                                 | Giappone                                                                | 2 – 1                                                                   | Islanda                                                                 | Algarve Cup 2018                                                        | -                                                                       |                                                                         |
| 5-3-2018                                                                | Algarve                                                                 | Giappone                                                                | 2 – 0                                                                   | Danimarca                                                               | Algarve Cup 2018                                                        | 1                                                                       |                                                                         |
| 7-3-2018                                                                | Algarve                                                                 | Giappone                                                                | 0 – 2                                                                   | Canada                                                                  | Algarve Cup 2018                                                        | -                                                                       |                                                                         |
| 1-4-2018                                                                | Nagasaki                                                                | Giappone                                                                | 7 – 1                                                                   | Ghana                                                                   | Amichevole                                                              | 1                                                                       |                                                                         |
| 7-4-2018                                                                | Amman                                                                   | Giappone                                                                | 4 – 0                                                                   | Vietnam                                                                 | Coppa d'Asia 2018                                                       | 1                                                                       |                                                                         |
| 10-4-2018                                                               | Amman                                                                   | Giappone                                                                | 0 – 0                                                                   | Corea del Sud                                                           | Coppa d'Asia 2018                                                       | -                                                                       |                                                                         |
| 13-4-2018                                                               | Amman                                                                   | Giappone                                                                | 1 – 1                                                                   | Australia                                                               | Coppa d'Asia 2018                                                       | -                                                                       |                                                                         |
| 17-4-2018                                                               | Amman                                                                   | Giappone                                                                | 3 – 1                                                                   | Cina                                                                    | Coppa d'Asia 2018                                                       | 1                                                                       |                                                                         |
| 20-4-2018                                                               | Amman                                                                   | Giappone                                                                | 1 – 0                                                                   | Australia                                                               | Coppa d'Asia 2018                                                       | -                                                                       |                                                                         |
| 26-7-2018                                                               | Kansas City                                                             | Stati Uniti                                                             | 4 – 2                                                                   | Giappone                                                                | Tournament of Nations 2018                                              | -                                                                       |                                                                         |
| 29-7-2018                                                               | East Hartford                                                           | Giappone                                                                | 1 – 2                                                                   | Brasile                                                                 | Tournament of Nations 2018                                              | -                                                                       |                                                                         |
| 2-8-2018                                                                | Bridgeview                                                              | Giappone                                                                | 0 – 2                                                                   | Australia                                                               | Tournament of Nations 2018                                              | -                                                                       |                                                                         |
| 16-8-2018                                                               | Palembang                                                               | Giappone                                                                | 2 – 0                                                                   | Thailandia                                                              | Giochi asiatici 2018 - 1º turno                                         | 1                                                                       |                                                                         |
| 25-8-2018                                                               | Palembang                                                               | Giappone                                                                | 2 – 1                                                                   | Corea del Nord                                                          | Giochi asiatici 2018 - 1º turno                                         | 1                                                                       |                                                                         |
| 28-8-2018                                                               | Palembang                                                               | Giappone                                                                | 2 – 1                                                                   | Corea del Sud                                                           | Giochi asiatici 2018 - 1º turno                                         | -                                                                       |                                                                         |
| 31-8-2018                                                               | Palembang                                                               | Giappone                                                                | 1 – 0                                                                   | Cina                                                                    | Giochi asiatici 2018 - Quarti di finale                                 | -                                                                       |                                                                         |
| 11-11-2018                                                              | Tottori                                                                 | Giappone                                                                | 4 – 1                                                                   | Norvegia                                                                | Amichevole                                                              | 2                                                                       |                                                                         |
| 10-6-2019                                                               | Parigi                                                                  | Argentina                                                               | 0 – 0                                                                   | Giappone                                                                | Mondiali 2019 - 1º turno                                                | -                                                                       | 57’ 85’                                                                 |
| 14-6-2019                                                               | Rennes                                                                  | Giappone                                                                | 2 – 1                                                                   | Scozia                                                                  | Mondiali 2019 - 1º turno                                                | 1                                                                       | 81’                                                                     |
| 19-6-2019                                                               | Nizza                                                                   | Giappone                                                                | 0 – 2                                                                   | Inghilterra                                                             | Mondiali 2019 - 1º turno                                                | -                                                                       |                                                                         |
| 25-6-2019                                                               | Bordeaux                                                                | Paesi Bassi                                                             | 2 – 1                                                                   | Giappone                                                                | Mondiali 2019 - Ottavi di finale                                        | -                                                                       | 90+1’                                                                   |
| 6-10-2019                                                               | Chiba                                                                   | Giappone                                                                | 4 – 0                                                                   | Canada                                                                  | Amichevole                                                              | 1                                                                       | 79’                                                                     |
| 10-11-2019                                                              | Sapporo                                                                 | Giappone                                                                | 2 – 0                                                                   | Sudafrica                                                               | Amichevole                                                              | -                                                                       | 85’                                                                     |
| 11-12-2019                                                              | Fukuoka                                                                 | Giappone                                                                | 9 – 0                                                                   | Taiwan                                                                  | Amichevole                                                              | 2                                                                       |                                                                         |
| 14-12-2019                                                              | Hangzhou                                                                | Cina                                                                    | 0 – 3                                                                   | Giappone                                                                | Amichevole                                                              | 3                                                                       | 57’                                                                     |
| 5-3-2020                                                                | Cleveland                                                               | Spagna                                                                  | 3 – 1                                                                   | Giappone                                                                | SheBelieves Cup 2020 - 1º turno                                         | 1                                                                       |                                                                         |
| 8-3-2020                                                                | Nashville                                                               | Giappone                                                                | 0 – 2                                                                   | Inghilterra                                                             | SheBelieves Cup 2020 - 1º turno                                         | -                                                                       | 66’                                                                     |
| 12-3-2020                                                               | Dallas                                                                  | Stati Uniti                                                             | 3 – 1                                                                   | Giappone                                                                | SheBelieves Cup 2020 - 1º turno                                         | 1                                                                       | 46’                                                                     |
| 8-4-2021                                                                | Yokohama                                                                | Giappone                                                                | 7 – 0                                                                   | Paraguay                                                                | Amichevole                                                              | 2                                                                       | 67’                                                                     |
| 11-4-2021                                                               | Kyoto                                                                   | Giappone                                                                | 7 – 0                                                                   | Panama                                                                  | Amichevole                                                              | -                                                                       | 59’                                                                     |
| 10-6-2021                                                               | Hiroshima                                                               | Giappone                                                                | 8 – 0                                                                   | Ucraina                                                                 | Amichevole                                                              | 2                                                                       | 76’                                                                     |
| 13-6-2021                                                               | Utsunomiya                                                              | Giappone                                                                | 5 – 1                                                                   | Messico                                                                 | Amichevole                                                              | 1                                                                       | 71’                                                                     |
| 14-7-2021                                                               | Kyoto                                                                   | Giappone                                                                | 1 – 0                                                                   | Australia                                                               | Amichevole                                                              | 1                                                                       | 62’                                                                     |
| 21-7-2021                                                               | Sapporo                                                                 | Giappone                                                                | 1 – 1                                                                   | Canada                                                                  | Olimpiadi 2020 - 1º turno                                               | 1                                                                       |                                                                         |
| 24-7-2021                                                               | Sapporo                                                                 | Giappone                                                                | 0 – 1                                                                   | Regno Unito                                                             | Olimpiadi 2020 - 1º turno                                               | -                                                                       | 80’                                                                     |
| 27-7-2021                                                               | Rifu                                                                    | Cile                                                                    | 0 – 1                                                                   | Giappone                                                                | Olimpiadi 2020 - 1º turno                                               | -                                                                       |                                                                         |
| 30-7-2021                                                               | Saitama                                                                 | Svezia                                                                  | 3 – 1                                                                   | Giappone                                                                | Olimpiadi 2020 - Quarti di finale                                       | -                                                                       | 38’                                                                     |
| 29-11-2021                                                              | Amsterdam                                                               | Paesi Bassi                                                             | 0 – 0                                                                   | Giappone                                                                | Amichevole                                                              | -                                                                       | 35’                                                                     |
| Totale                                                                  |                                                                         | Presenze                                                                | 82                                                                      |                                                                         | Reti                                                                    | 36                                                                      |                                                                         |

## Palmarès

### Club
- Campionato tedesco: 2

Bayern Monaco: 2014-2015, 2015-2016
- Campionato giapponese: 3

NTV Beleza: 2007, 2008, 2010
- Coppa dell'Imperatrice: 2

NTV Beleza: 2008, 2009
- L. League Cup: 3

NTV Beleza: 2007, 2010, 2012

### Nazionale
- Argento olimpico: 1

Londra 2012
- Campionato mondiale: 1

2011
- Coppa d'Asia: 1

2018
- Coppa dell'Asia orientale femminile: 1

2010
- Campionato asiatico under 19: 1

2009